# Први римски грађански рат
Први грађански рат Римске републике, односно Сулин први грађански рат је назив за оружани сукоб који се 88. п. н. е. и 87. п. н. е. водио између римских оптимата на челу с конзулом Луцијем Корнелијем Сулом на једној, и популара на челу с Гајем Маријем на другој страни. Завршио је Сулином победом, али је Сула није могао искористити због одласка у Први митридатски рат, а што је довело до повратка маријеваца на власт и касније до Другог римског грађанског рата. Понекад се та два сукоба заједно називају Први римски грађански рат.

## Позадина сукоба
Истакавши се за време Савезничког рата, Луције Корнелије Сула је коцком од Сената добио провинцију Азију на управу и са њом решавање текућег питања сукоба са понтским краљем Митридатом VI Еупатором. Социјалне диференције заоштрене за време Савезничког рата сада су достизале врхунац и самим тим се јављао отпор на Сулино именовање код демократских снага. Витезови су поново пришли популарима незадовољни ситуацијом да Сула, који је по вокацији био оптимат, командује у једној тако богатој провинцији попут Азије. Исте 88. године п. н. е. Гај Марије је имао личне претензије на положај команданта снага у рату са Митридатом и користећи турбулентну атмосферу у Риму склопио је споразум са познатим популаром, народним трибуном, Публијем Сулпцијем Руфом. Он се, наиме, надао да ће рат бити лак, а плен богат и пошто је наговорио обећањима Сулпиција Руфа да му помогне у освајању власти, дао је обећања и новим житељима Италије који су били неравноправни у гласању да ће бити раздењени на све трибе.
У жељи да задовољи интересе антисенаторске групе Руф је у први план ставио дужничко питање и предложио да се из Сената искључе сви који су имали преко 2000 денара дуга. У саставу Сената су седели многи чији су дугови били несразмерни приходима, тако га је њихово искљичивање из рада прилично ослабљивало што је ишло на руку популарима. Предложен је и повратак прогнаних 100. године у вези са случајем Апулеја Сатурнина. Трећи предлог закона је подразумевао да се нови грађани Италици уврсте не у 8 већ у свих 35 триба, што је изазвало реакцију старих грађана и сукоб је био једва избегнут. Упркос отпору сенаторске већине, закони су ипак прихваћени, а Гај Марије је посебном одлуком комиција добио проконзулску власт и команду у рату са Митридатом.

## Сулин војни поход на Рим
Два трибуна су отишла у Нолу да Сули саопште одлуку комиција, али се нису вратила жива. Војска их је растргла дајући Сули пуну подршку. Сула није желео да се покори одлуци народне скупштине. Сакупивши војску саопштио им је одлуке комиција и неправду коју су му Сулиције и Марије нанели. Испрва, према Апијановом сведочењу, није се усуђивао помињања похода на Рим, већ је позвао војску на оданост наређењима. Међутим, војници који су из личних интереса, пљачке и богатог плена желели да иду у рат у Малој Азији, страхујући да ће Марије сакупити другу војску инсистирали су да их Сула води на Рим. Дезертерство високих команданата, сем једног квестора, није поколебало Сулу да са шест легија војске крене на домовину и направи преседан конзулског принципа да никада са војском не улази у Рим. “На путу су га срели посланици и питали: “Зашто идеш с оружјем на домовину?” А он одговори: “Да је ослободим тирана!” Борба против тираније била је главно оправдање и званична парола похода. Други конзул 88. је био Гнеј Помпеј Страбон и он се придружио Сули одобравајући и подржавајући његов поступак.
Надомак Рима објавио је да жели преговоре са Сенатом Сулпиције и Маријем и да ће испоштовати све одлуке. Марије и Сулпиције су му преко посланика поручили да се не приближава Риму мање од 5 миља док се буде одлучивало, међутим, Сула се послужио лукавством и одмах пошао ка Риму за посланицима.
Прво је освојио капије и мостове, а затим са војском ушао у град. Улазак је код становништва дочекан непијатељски, а Марије и Сулпиције су на брзину наоружали своје присталице и дочекали Сулу на тргу Есквилин. “И настаде битка између непријатеља, прва те врсте у Риму – не више под видом побуне, него отворено, с трубама и заставама као у рату.” Сула је вештим маневром подигао морал код своје војске и освежио трупе одморним снагама и побеђивао маријевце који су почели да позивају робове на ослобођење уколико им се придруже. Све те мере су биле узалудне Сулина војска је имала примат на терену, тако да су се маријевци и угледни људи који су им помагали дали у бег из града. Сулпиције је убијен, а Марије је отишао у Минтурну без пратиоца и роба, где су старешине града покушале уз помоћ неког Гала да га убију, али пошто није успео Марије се чамцем пребацио до неког острва одакле га је покупио брод и одвезао у Африку. После неког времена састао се са својим присталицама и сином који су побегли из Рима бојећи се одмазде, јер их је Сула прогласио за римске непријатеље и наредио да се убију или одведу конзулима. Пошто нису имали војску, чекали су погодну прилику за нови напад на домовину. Сулином војном интервенцијом на простору града отпочела је нова етапа политичке борбе у Риму у којој су без резерве коришћене војне снаге.” Више ништа није уздржавало насилнике: ни стид, ни закон, ни обзир према држави и отаџбини.”

## Сулине реформе
За то време у Риму су по Сулином налогу укинути Сулпицијеви закони и спроведени нови који су одговарали оптиматима. Проглашено је враћање на снагу закона Сервија Тулија којим су ојачане центуријатске комиције на рачун трибутских и гласње се спроводило по центуријама. Проширена је сенатска власт, а умањене су ингеренције кључних плебејских магистрата - народних трибуна. Сваки предлог народних трибуна се прво претресао у сенату чији се број чланова повећао за 300. Осниване су нове колоније у којима је додељивана земља војним ветеранима, помоћу чега је обнављан ситни и средњу земљопосед.
Упркос томе што су ратне секире свеже закопане, у ваздуху је и даље висила међусобна нетрпељивост. Присталице прогнаних, имућни и утицајни људи су радили на њиховом повратку. Апијан каже да се нису штедели радећи о глави конзулима, јер се изгнани нису могли вратити док ови постоје. Сула је након конзулског мандата и даље имао војску спремљену за Митридата као заштиту. Војску Гнеја Помпеја, преузео је Квинт Помпеј на кога је убрзо извршен атентат ножевима, а војска је враћена Гнеју.

## Сулин одлазак на исток и почетак сукоба
Пре свог одласка на исток, Сула је 87. године п. н. е. одредио за конзуле, маријевца, Луција Корнелија Цину и оптимата, Гнеја Октавија. Присталице прогнаних маријеваца су одмах почеле да агитују код Цине да нове римске грађане раздели по старим трибама, да не би губили утицај када гласају последњи. Долази до јасне поларизације коју Апијан сматра почетком повратка маријеваца. На једној страни је Цинина подршка новим грађанима, а на другој Октавијево конзеративније држање до традиције преимућства старог грађанског права. Занимљиво је Апијаново истицање Цининог карактера, конкретно корумпираности, у наводима да је давао подршку новим грађанима из користи од 300 таланата. На једном од градских тргова дошло је до оружаног сукоба између новог и старог грађанства у коме су бројнији били нови грађани. Такав однос снага дао је Цини крила за проглас ослобођења робова који је био безуспешан и натерао га да оде у оближње градове са новим римским правом и позове на устанак прикупљајући успут и новац за ратне подухвате. У међувремену, Сенат га је разершио функције конзула због покушаја ослобађања робова и довођења града у опасност. На негово место је изабран Јупитеров високи свештеник, Фламин, Лујија Мерул. Цина је дошао из Капуе, претходно придобивши старешине ондашњих легија, пред Сенат и театрално бацио снопове одигравши својеврстан перформанс какав се и данас може видети у неким парламентима. Одржао је говор, поцепао све са себе и лежао док се нису смиловали да му врате конзулско овлашћење. Када је поново добио подршку трибуна као војсковођа, тражио је помоћ у војсци и новцу од осталих градова, а група оптимата којој није мир био од користи потпиривала је ватру. Октавије са Мерулом је такође био заузет ратним припремама утврђујући град јарковима, поправљајући зидове и ратне машине. Мобилисао је одане градове, а војне редове је попуњавао и из Галије. Проконзул Гнеј Помпеј је такође опозван са војинм снагама којима је командовао у области Јадрана.

## Почетак војних операција
Време када су се супарничке војске улогоравале у билизини Рима било је одлична прилика да Гај Марије са многобројним људством доплови у Етрурију. Тамо је прикупио још шест хиљада људи на “стару славу” у борби са Кимбрима и по многобројним конзулатима, становништво Етрурије је такође било одушевљено због вести о новом закону. Са позамашним људством се придружио Цини стварајући многобројну војску. Њихова тактика је била опсада града одсецањем свих комуникација, Марије је чак разорио Остију и спречавањем војне интервенције из Галије. Римски конзули су у страху од малобројности, а град је захватила глад и куга, позвали Целиција Метела који је ратовао са Самнитима да потпише мир и врати се са војском, међутим Марије је у преговорима дипломатски придобио Самните. Уз помоћ војног трибуна Апија Клаудија који је био на Јаникулу, Марије сам успева да уђе у град, али бива одбијен од Октавија и Помпеја. У ишчекивању фронталног сукоба, Цина је поново привукао становнике ка себи, овог пута неслободне, пропагирајући слободу. Пришло му је и пуно слободних људи у страху од глади. Марије и Цина су били потпуно надмоћнији па је и сам сенат одлучио да капитулира у овој ситуацији обавезујући Цину заклетвом да неће правити покољ. Укинута је Сулина одлука о прогонству и ушли су у град, за то време се Октавије са свим конзулским обележјима улогорио на Јаникулу не желећи да напусти град. Ту је и убијен, мирно чекајући егзекуцију, од стране Цензорина, са чим се у традицију политичке борбе уводи нови метод репресије – излагање одсечених глава на градском тргу који ће постати све учесталији и учесталији. Тријумф маријеваца је пратила огромна суровост, убиства и реваншизам према Сулиним симаптизерима су трајали данима наилазећи чак и на осуду код присталица.

## Коначни обрачун
Следећа 86. година била је упамћена по последњем, седмом, Маријевом конзулату који је после неколико дана прекинут смрћу. Конзулат је делио са Цином. Смрт тако битног актера је могла да има разне последице. У сврси спречавања најгорих по себе Цецина је наредио да се побију робови којима је обећана слобода. Луције Валерије Флак је наставио Маријев конзулат, упућен је у борбу на источном фронту уместо смењеног Суле чији су закони такође били укинути. Ново грађанство је подељено у 35 триба, спроведена је делимична касација дугова, организована је колонија у Капуи, обећана плебсу још од стране Граха. Главни финансијски ослонац маријеваца представљали су витезови, публикани којома је пуновредна монета ишла на руку.
Сулина струја у сенатским круговима је и даље постојала и трудила се да заговара Сулин повратак у Италију. Не обраћајући пажњу на то, Цина је спремао војску за окршај са Сулом, али је пао као жртва побуне војника. Сула је по посланицима гарантовао безбедност Сенату и није желео да се одрекне војне моћи којом је располагао. Када је чуо да је супарничка војска и политичка фракција обезглављена сакупи војску и у 1600 лађа се превезе до Бриндизија, где је био добро дочекан. Почео је да повлачи значајне људе око себе. Целиције Метел Побожни, проконзул који незадовољан политичком ситуацијом у Риму остао са својим трупама у Лигурији пришао је Сули. Упркос очевом неслагању са Сулом, Гнеј Помпеј је са својим легијама такође подржао Сулу и почео себи крчити пут цењеног војсковође и команданта, истичући се у Африци, Шпанији, на Понту. Сула му је, иако није имао година за то дозволио тријумф. Пришли су му многи оптимати, па чак и највећи противник и прогнаник Суле, Цетег, пребегао је њему спреман на сваки доказ лојалности. Уплашени Сулином појавом римски конзули су такође убрзали припремање за сукоб знајући величину његове мржње и жеље за осветом. Гај Нарбом и Луције Сципион су из страха и мржње кренули против Суле са војском из Италије и Шпаније. Рат је по Апијану трајао три године и догодило се много битака, чарки и опасни. Доста људи је из страха од Сулиног терора прилазило конзулској војсци, али је Сула ипак био надмоћнији. Војска Луција Сципиона, исцрпљена и безвољна, пришла је Сули, а конзул је страдао у завери. Остале конзулске војске су добро стајале и прикупљале снагу, као и Сула који није оклевао. Метел у бици победио Карината Карбоновог легата, а Сула Марија, Гајевог синовца, код Пенесте. Време за које се Сула примицао Рим, конзул Марије је користио да се обрачуна са својим противницима. Сулину војску су сви градови примали из страха, а када су стигли близу капије, грађани изморени глађу им отворише. Дошло је до сукоба код Колонских врата где су маријевци потпуно поражени, падом Пренесте Сула је дефинитивно имао потпуну власт. Мали број маријеваца је побегао. Маријев син је извршио самоубиствио. Поразу су пркосили до 79. године само малобројни италски градови, градови западних провинција, Сицилије, Африке.
Сулина победа је донела наставак и интензивирање суровости као политичког реваншизма. Марсово поље напило се крви неколико хиљада Самнита у циљу застрашивања Сената. У Етрурију и Самниј слате су казнене експедиције. У самом граду одмах по улазу на власт почела је ликвидација противника по специјалним списковима, тзв. Проскрипције. Главе убијених излагане су на Форуму. Ситуација се понекад отимала контроли, па је много пљачкано и убијано из користољубља. Из читавог сукоба богат плен су извлачили Сулини ослобођеници и ветерани.